# Lhasa
Lhasa is de traditionele hoofdstad van Tibet en sinds 1964 de hoofdstad van de in dat jaar gevormde Tibetaanse Autonome Regio in de Volksrepubliek China. Voorheen was het de hoofdstad van de regio U en daarna van U-Tsang, ook wel Centraal-Tibet genoemd.
De stad is de traditionele zetel van de dalai lama met de paleizen Potala en Norbulingka. De stad wordt in het Tibetaans boeddhisme gezien als het heiligste centrum van Tibet. De stad ligt op een hoogte van 3650 meter en is daarmee een van de hoogst gelegen steden ter wereld. Tibet, het land eromheen, wordt het "dak van de wereld" genoemd.
Lhasa betekent letterlijk "plek van de goden". Oude Tibetaanse documenten en inscripties spreken echter tot vroeg in de 7e eeuw van Rasa, wat "binnenhofplek" of "geitenplek" betekent.
Op ongeveer 45 km ten zuidzuidwesten van Lhasa ligt de luchthaven Lhasa Gonggar, met voornamelijk binnenlandse bestemmingen en een verbinding met Nepal. Sinds 1 juli 2006 is Lhasa het eindstation van de Peking-Lhasa-spoorlijn. Er leiden verschillende wegen naar Lhasa vanuit Chengdu in Sichuan, Xining in Qinghai en vanuit Nepal.

## Geschiedenis

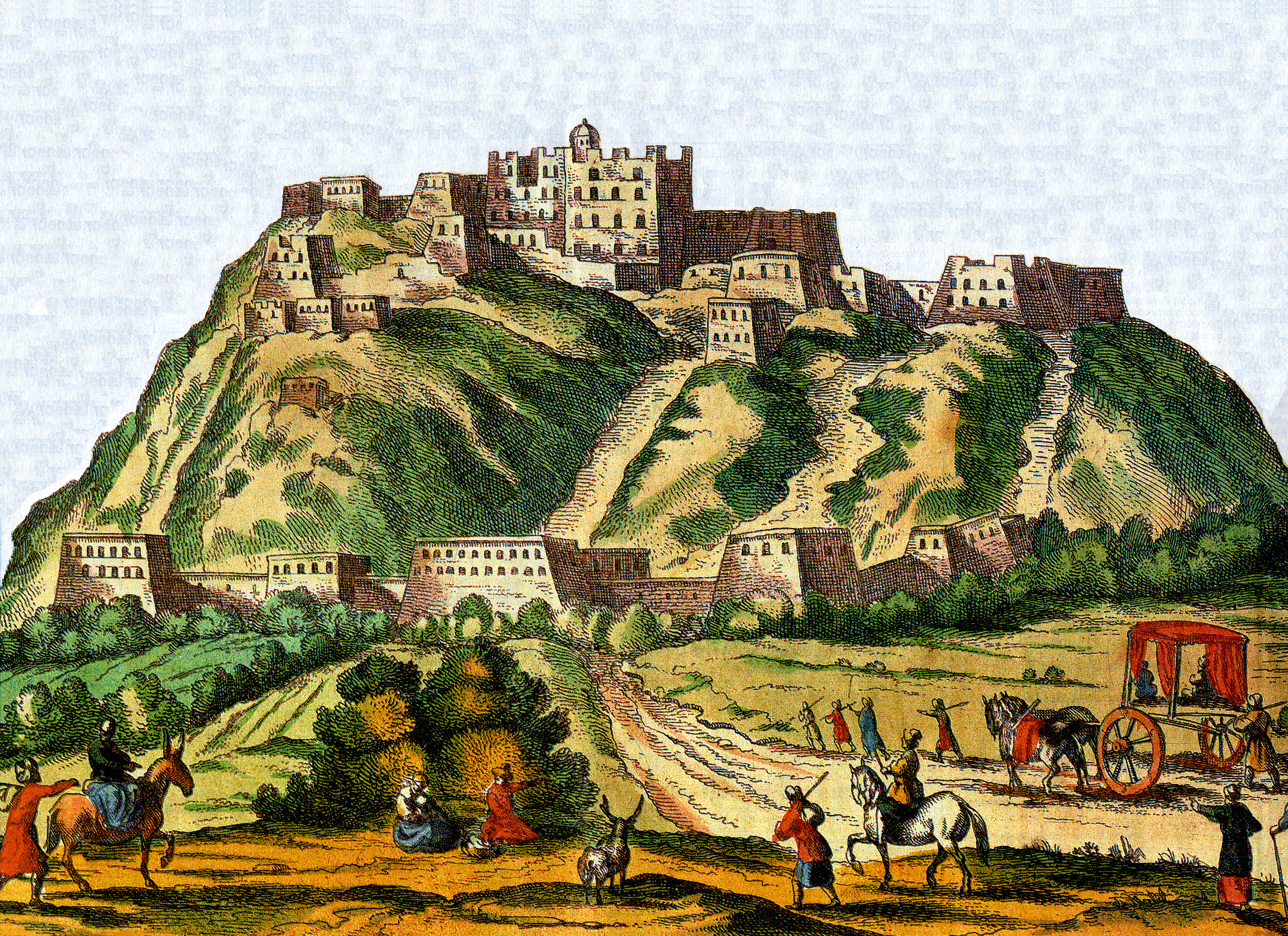
Lhasa, 1661, tekening van Johann Grueber

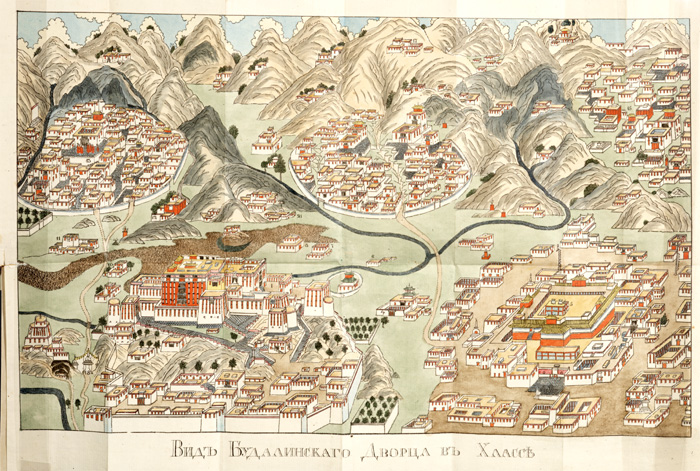
Kaart van Lhasa omstreeks 1812 van Nikita Yakovlevich Bichurin, hoofd van de Russisch-orthodoxe missie in China

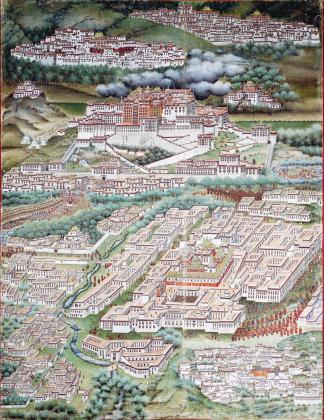
Lhasa, begin 20e eeuw. Schilderij van B.Sharav

Lhasa betekent letterlijk land van de goden. De eerste keer, dat de naam Lhasa wordt genoemd is in 822 op een pilaar bij de gelegenheid van een vredesverdrag tussen Tibet en China. Daarvoor spreken de documenten over Rasa, letterlijk land van de geiten.
In 641 werd hier de Chinese prinses Wencheng ontvangen, de eerste prinses uit de Tang-dynastie die met een Tibetaanse heerser trouwde. Dat gebeurde in of beter geformuleerd op het Rasa. Uit Chinese documenten van die tijd wordt duidelijk, dat op het Rasa toen slechts een aantal tenten stonden. De tent van de koning zou voor ongeveer 100 mensen plaats hebben geboden.
In de klassieke Tibetaanse geschiedschrijving wordt gemeld, dat Songtsen Gampo de Nepalase prinses Bhrikuti als een van zijn vrouwen had. Voor beide vrouwen werd op het Rasa een boeddhistische tempel gebouwd. Het door Wencheng uit China meegebrachte beeld van de Jowo Shakyamuni vond eerst een plaats in de Ramochetempel. De tweede tempel heette oorspronkelijk Rasa Tulnang Tsuklakang, letterlijk de wonderlijke verschijning op het land van de geiten. Hedendaagse tibetologen gaan ervan uit dat de eerste tempel, de Ramoche, pas ongeveer honderd jaar later werd gebouwd, in de periode van een andere Chinese prinses Jincheng.
De Jowo Shakyamuni is het heiligste voorwerp van het Tibetaans boeddhisme. De eerste Tibetaanse bronnen waarin het standbeeld wordt genoemd dateren echter pas uit het eind van de elfde eeuw. Er is uit de periode daarvoor geen betrouwbare historische bron aanwezig voor het bestaan van het voorwerp. Een document uit de elfde eeuw meldt de verhuizing van het beeld in de negende eeuw naar een tweede tempel, de Jokhang. Het document spreekt over de uitnodiging aan het beeld om zich te verplaatsen van de Ramoche naar het land van de goden.
Gedurende de gehele periode van het Tibetaanse rijk wordt de naam Lhasa verder alleen gebruikt in die religieuze betekenis. Het rijk had geen hoofdstad. Het politieke centrum van het rijk was de verblijfplaats van de koning. Die had een mobiel hof dat zich meerdere malen per jaar verplaatste. Vanaf de tijd van Trisong Detsen (755-797) moet er een vorm van een kloostergemeenschap aanwezig geweest zijn.
In de periode na het rijk was in een meer gefragmenteerd Tibet de plaats van het politieke centrum afhankelijk van de meest dominante machtsfactor van dat moment.Sakya in Tsang, Nedong tijdens de Phagmodru-dynastie. Lhasa is dan echter wel al een belangrijk bedevaartsoord geworden.
Door Tsongkhapa en zijn volgelingen worden in de omgeving van Lhasa na 1400 drie belangrijke gelugkloosters gebouwd. De drie kloosters zijn Ganden, Sera en Drepung. Pas vanaf die periode begint de ontwikkeling van een dorp Lhasa. De vijfde dalai lama verplaatste de zetel van de regering naar Lhasa, dat de politieke hoofdstad van Tibet werd.
In 1645 begon de verbouwing van het Potalapaleis op de Marpori (rode berg). In 1648 werd de Potrang Karpo, het witte paleis van de Potala, voltooid. Vanaf die tijd werd de Potala door de dalai lama gebruikt als winterpaleis. De Potrang Marpo (Potala's rode paleis) was toegevoegd tussen 1690 en 1694. De naam Potala is afgeleid van Potalaka, de mythologische verblijfsplaats van Bodhisattva Avalokitesvara. Het zomerpaleis Norbulingka en de tuinen aan de zuidwestkant van de stad werden gebouwd in de 18e eeuw, tijdens de zevende dalai lama.
Gedurende lange tijd was Lhasa verboden gebied voor buitenlandse bezoekers. In de eerste helft van de 20e eeuw ondernamen verschillende westerse verkenners reizen naar de stad die later breed werden uitgemeten in de pers, waaronder Francis Younghusband, Alexandra David-Néel en Heinrich Harrer. Lhasa was het centrum van Tibetaans Boeddhisme, en bijna de helft van de populatie was monnik. Verder brachten ontdekkingsreizigers als Samuel van der Putte, Alexandra David-Néel, Nikolaj Przewalski en Sven Hedin gegevens over Lhasa naar buiten.
Het aantal inwoners van Lhasa bedroeg in 1951 ongeveer 25.000, exclusief zo'n 15.000 monniken in de kloosters in het gebied. Na de invasie van Tibet ontvluchtten veel mensen de stad, waaronder de veertiende dalai lama Tenzin Gyatso die was weggevlucht uit zijn woning in het Potala-paleis en in ballingschap in India aankwam in 1959.

## Klimaat
| Maand                  | jan   | feb   | mrt   | apr  | mei  | jun  | jul  | aug  | sep  | okt  | nov   | dec   | Jaar  |
| ---------------------- | ----- | ----- | ----- | ---- | ---- | ---- | ---- | ---- | ---- | ---- | ----- | ----- | ----- |
| Hoogste maximum (°C)   | 18,4  | 20,6  | 25,0  | 25,0 | 29,4 | 30,4 | 28,8 | 27,2 | 24,9 | 23,0 | 21,6  | 17,8  | 30,4  |
| Gemiddeld maximum (°C) | 7,2   | 9,3   | 12,7  | 15,9 | 19,9 | 23,2 | 22,6 | 21,4 | 19,9 | 17,0 | 12,1  | 8,0   | 15,8  |
| Gemiddeld minimum (°C) | −9,0  | −5,8  | −2,1  | 1,5  | 5,6  | 9,8  | 10,4 | 9,7  | 7,7  | 2,0  | −4,2  | −8,2  | 1,5   |
| Laagste minimum (°C)   | −16,5 | −14,5 | −10,2 | −8,1 | −2,7 | 2,0  | 4,5  | 3,3  | 0,3  | −6,7 | −10,5 | −15,8 | −16,5 |
|                        |       |       |       |      |      |      |      |      |      |      |       |       |       |
| Neerslag (mm)          | 1     | 1     | 3     | 6    | 28   | 71   | 117  | 121  | 68   | 9    | 1     | 1     | 427   |
| Bron: WeerOpReis.com   |       |       |       |      |      |      |      |      |      |      |       |       |       |

## Cultuur en bezienswaardigheden

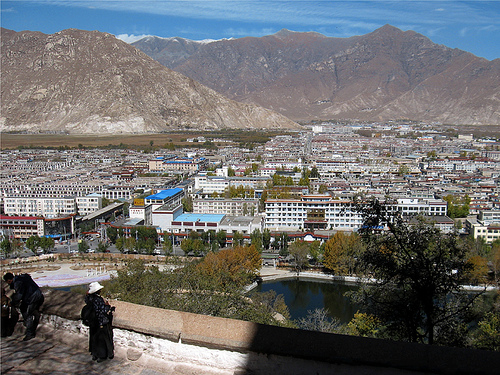
Lhasa gezien vanaf het Potala

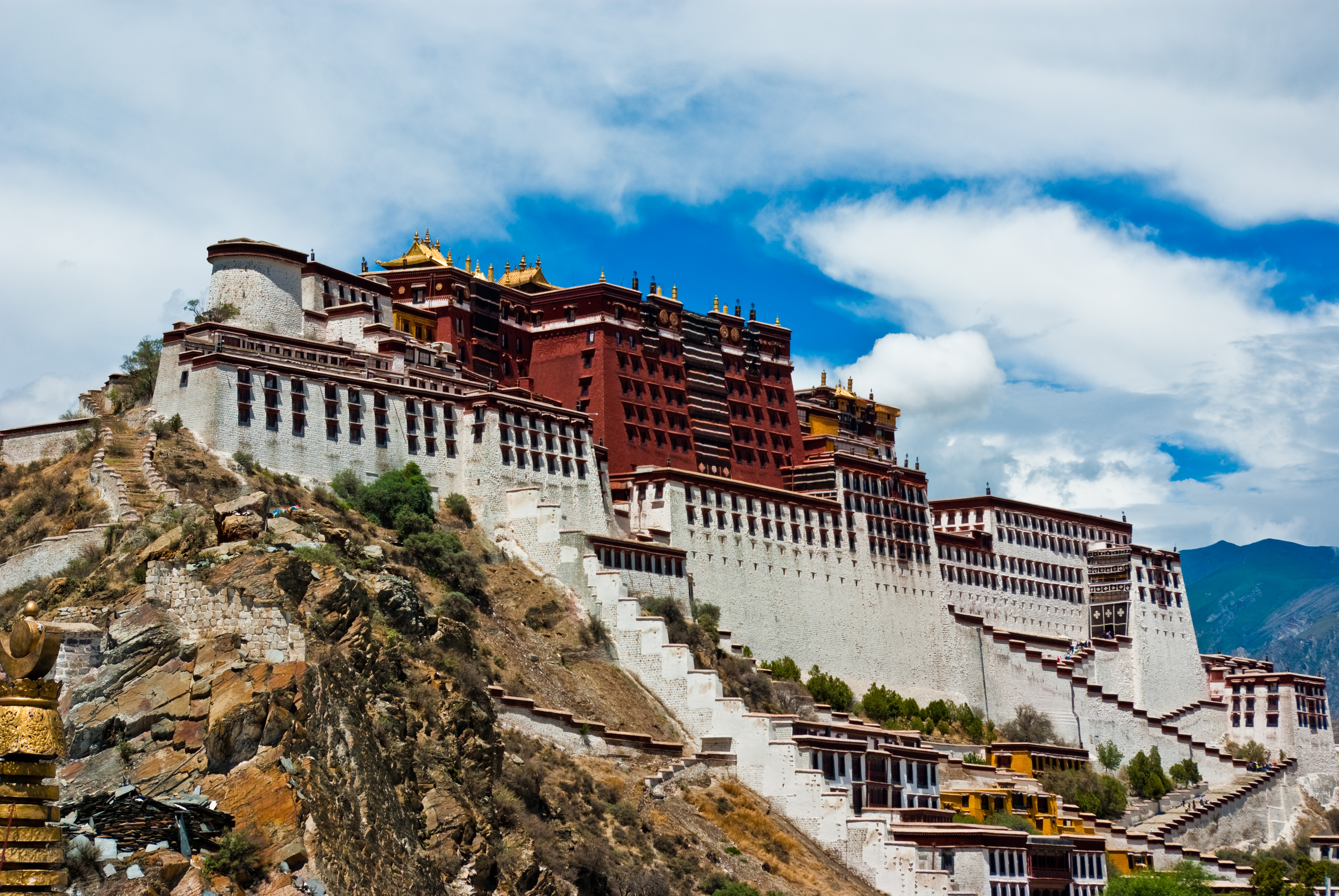
Potala

Lhasa was voor veel Tibetanen de belangrijkste bestemming voor een bedevaart in Tibet. Naar Tibetaans boeddhistische traditie bestaan er drie pelgrimroutes in Lhasa. De binnenste route is de Nangkhor en omvat een rondgang in het binnenhof van de Jokhangtempel. De middelste route is de Barkhor en houdt een rondgang om de Jokhangtempel in met daarnaast andere kloosters en tempels in de oude binnenstad van Lhasa. De buitenste route is de Lingkhor die loopt langs de vroegere stadsgrenzen van Lhasa en is vanaf begin 21e eeuw ook open voor het toerisme.
Het Potala is het opvallendste gebouw. Het grote, wit met bruine gebouw staat midden in de stad. Van hieruit regeerden de dalai lama's. Het zomerpaleis van de dalai lama is gevestigd in de omgeving van Lhasa; een groot park met diverse gebouwen. Onderaan de berg ligt het dorp Zhöl met onder meer de pilaar van Zhöl waarop een aantal inscripties die de oudst bekende voorbeelden zijn van het Tibetaanse schrift.
Het Tibet Museum in Lhasa dat in 1999 werd geopend, telt meer dan 30.000 geëxposeerde stukken van Tibetaanse kunst en cultuur.

## Ligging
Lhasa ligt in de Transhimalaya op een hoogte van ongeveer 3650 meter in het dal van Kyichu, een zijrivier van de Yarlung Tsangpo. De stad ligt aan de noordelijke oever en strekt zich in de 21e eeuw uit over een lengte van meer dan 10 kilometer.

## Verkeer en vervoer
Sinds 1 juli 2006 is Lhasa het eindstation van de Peking-Lhasa-spoorlijn. Dit is de hoogst gelegen spoorweg ter wereld. In de stad bevinden zich de stations Station Lhasa en Station Lhasa-West. In de stadsprefectuur liggen meer stations langs het traject, waaronder Station Damxung.
Verder bevindt zich op 45 km afstand van Lhasa de luchthaven Lhasa Gonggar. Sinds 1985 bevindt de Tibet-universiteit zich in Lhasa.
Er leiden verschillende wegen naar Lhasa vanuit Chengdu in Sichuan, Xining in Qinghai en vanuit Nepal, waaronder de nationale wegen G109 en G318.

## Demografie
Lhasa is onderverdeeld in één district en zeven arrondissementen. Volgens de officiële volkstelling van 2000 heeft Lhasa op prefectuurniveau de volgende aantallen inwoners. Hier zijn grote garnizoens militairen in en rond de stad niet meegeteld, noch veel ongeregistreerde migranten.
Een censusschatting van 2009 gaf een inwonertal van 1,1 miljoen inwoners in dat jaar. Tibetaanse ballingen spreken van een meerderheid Han-Chinezen in de drie grote steden.
| Verdeling van Lhasa en demografie (2000) | Verdeling van Lhasa en demografie (2000) | Verdeling van Lhasa en demografie (2000) | Verdeling van Lhasa en demografie (2000) | Verdeling van Lhasa en demografie (2000) | Verdeling van Lhasa en demografie (2000) | Verdeling van Lhasa en demografie (2000) | Verdeling van Lhasa en demografie (2000) | Verdeling van Lhasa en demografie (2000) |
| ---------------------------------------- | ---------------------------------------- | ---------------------------------------- | ---------------------------------------- | ---------------------------------------- | ---------------------------------------- | ---------------------------------------- | ---------------------------------------- | ---------------------------------------- |
|                                          |                                          |                                          |                                          |                                          |                                          |                                          |                                          |                                          |
| Kaart                                    |                                          | Totaal                                   | Tibetanen                                | Tibetanen                                | Han-Chinezen                             | Han-Chinezen                             | andere bevolkingsgroepen                 | andere bevolkingsgroepen                 |
| Lhasa                                    | Lhasa                                    | 474.499                                  | 387.124                                  | 81,6%                                    | 80.584                                   | 17,0%                                    | 6.791                                    | 1,4%                                     |
| 1.                                       | district Chengguan Qu                    | 223.001                                  | 140.387                                  | 63,0%                                    | 76.581                                   | 34,3%                                    | 6.033                                    | 2,7%                                     |
| 2.                                       | arrondissement Lhundrub                  | 50.895                                   | 50.335                                   | 98,9%                                    | 419                                      | 0,8%                                     | 141                                      | 0,3%                                     |
| 3.                                       | arrondissement Damshung                  | 39.169                                   | 38.689                                   | 98,8%                                    | 347                                      | 0,9%                                     | 133                                      | 0,3%                                     |
| 4.                                       | arrondissement Nyemo                     | 27.375                                   | 27.138                                   | 99,1%                                    | 191                                      | 0,7%                                     | 46                                       | 0,2%                                     |
| 5.                                       | arrondissement Chushur                   | 29.690                                   | 28.891                                   | 97,3%                                    | 746                                      | 2,5%                                     | 53                                       | 0,2%                                     |
| 6.                                       | arrondissement Tölung Dechen             | 40.543                                   | 38.455                                   | 94,8%                                    | 1.868                                    | 4,6%                                     | 220                                      | 0,5%                                     |
| 7.                                       | arrondissement Tagtse                    | 24.906                                   | 24.662                                   | 99,0%                                    | 212                                      | 0,9%                                     | 32                                       | 0,1%                                     |
| 8.                                       | arrondissement Maldro Gongkar            | 38.920                                   | 38.567                                   | 99,1%                                    | 220                                      | 0,6%                                     | 133                                      | 0,3%                                     |

### Bevolkingsgroepen
Het gehele stadsgebied van Lhasa was volgens de volkstelling van 2000 als volgt verdeeld:
| Etniciteit | inwoners | aandeel |
| ---------- | -------- | ------- |
| Tibetanen  | 0387.124 | 81,59%  |
| Han        | 080.584  | 16,98%  |
| Hui        | 04.741   | 01,00%  |
| Bai        | 0 271    | 00,06%  |
| Tu         | 0 252    | 00,05%  |
| Mongolen   | 0 200    | 00,04%  |
| Tujia      | 0 184    | 00,04%  |
| Buyi       | 0 173    | 00,04%  |
| Overig     | 0 970    | 00,20%  |

## Geboren
- Woeser (1966), schrijfster, dichteres en essayiste